# Gilles Samyn
Gilles Samyn (Cannes, 2 januari 1950) is een Belgisch-Frans voormalig bedrijfsleider, ondernemer en bestuurder.

## Levensloop
Gilles Samyn is de zoon van een Gentse industrieel. Zijn moeder was uit Lyon afkomstig. Hij is de broer van architect Philippe Samyn. Hij studeerde handelsingenieur aan de École commerce de Solvay van de Université libre de Bruxelles. Hij werkte zijn hele carrière bij bedrijven van ondernemer Albert Frère, voor wie hij in 1976 na een korte passage bij de Belgische Coöperatieve Beweging bij de Groupe Bruxelles Lambert (GBL) aan de slag ging. Wanneer die holding in 1982 in handen van Frère kwam werd Samyn zelfstandige. In 1983 maakte hij de overstap naar de niet-beursgenoteerde Groep Frère Bourgeois en de Nationale Portefeuillemaatschappij (NPM). Hij was bestuurder van de GBL en gedelegeerd bestuurder en ondervoorzitter van de NPM. Hij zetelde namens GBL in de raad van bestuur van Bertelsmann en was betrokken bij de verkoop van de GBL-participatie in het Duitse mediabedrijf, wat hem een premie van 1 miljoen euro opleverde. Ook realiseerde Samyn meerwaarde op de verkopen van participaties in fastfoodketen Quick en het civieltechnisch bouwbedrijf Eiffage.
Van 1981 tot 2016 was hij verbonden aan de École commerce de Solvay (later Solvay Business School).
Samyn bekleedde naast Bertelsmann bestuursmandaten bij ondernemingen waarin de groep-Frère belangen had, waaronder mediabedrijf RTL. Eind 2020 werd hij voorzitter van Brussels South Charleroi Airport. Begin 2021 werd hij in opvolging van Ludwig Criel voorzitter van de Bank Degroof Petercam.

## Eerbetoon
Samyn is ridder in het Franse Legioen van Eer.